# コダックのプロフェッショナル用デジタルカメラ製品一覧
コダックのプロフェッショナル用デジタルカメラ製品一覧（コダックのプロフェッショナルようデジタルカメラせいひんいちらん）は、コダックが製造したプロフェッショナル用途のデジタルカメラ"Kodak Professional Digital Camera System（DCS）"の製品の一覧である。
デジタルカメラの原理・仕組みについてはデジタルカメラを参照

## デジタル一眼レフカメラ

### ニコンFマウント
- DCS100（1991年5月発売）-日本未発売。世界初のデジタル一眼レフカメラ 。ニコンF3がベース。専用のフォーカシングスクリーン、モータドライブ付き。秒2.5コマの連続撮影が可能。感度はISO100。20.5×16.4mm、1024×1280=1.3メガピクセルCCDを搭載。撮影画像はケーブル接続によりモノクロ液晶モニター画面付きのDigital Storage Unit ("DSU")に格納される。 DSUは200メガバイトの容量で、150~600枚の画像が保存ができる。カラーとモノクロでの撮影が可能であった。
- DCS200（1992年発売）- 日本未発売。ニコンF801s （N8008s）がベース。 カラー、モノクロ、赤外線での撮影が可能。
- DCS420（1994年発売）- 日本未発売。ニコンN90（ニコンF90の海外版）がベース。
- DCS420M　- 日本未発売。モノクロ専用。150万画素。
- DCS460（1994年発売）- 日本未発売。
- NC2000e（1994年8月発売）-ニコンF90/ N90とN90sがベース。記者用に設計された。
- DCS315（1998年発売）- 150万画素。APSフォーマット一眼レフ のニコンプロネア6i（日本名ニコンプロネア600i）をベースにしている。スピードライト内蔵型。1.8インチ液晶。電源は単3乾電池×6またはACアダプター。
- DCS330（1999年10月20日発売）- 価格は64万9000円。18.1×13.5mm、300万画素CCD。電源は単3乾電池×6またはACアダプター。アルカリ乾電池のほか、ニッカド、リチウム水素など充電池にも対応している。ニコンプロネア6iをベースとしており、ニコンFマウントの交換レンズを使用できるほか、ストロボなど各種アクセサリーも利用可能。前モデルDCS315からCCD画素数は2倍にアップし、同じくプロ向けのDCS660と同様ポリシリコンの代わりに酸化インジウム錫を使用して短波長域の感度を従来の2.5倍に改善したという“ITOセンサー”を採用した。感度はISO125～400の間で設定可能。画像は2008×1504ピクセルで出力され、コダック独自のTIFF/EP形式で保存される。APS用“IXニッコール”を含むニコンFマウントの交換レンズがそのまま使用できる。シャッタースピードは30～4000分の1秒とバルブ。連写は毎秒1コマ、最大8コマまで可能。ボディ背面に1.8インチTFT液晶ディスプレーを内蔵。ポップアップ式のスピードライトを内蔵した上、ホットシューを利用してニコンの外部スピードライトの使用も可能。
- DCS620（1999年発売）- 200万画素。秒3.5コマ、12連写。ニコンF5にデジタルバックを装着しているモデルのためペンタ部と軍艦部にニコンF5の表記があり、またアクセサリーの互換性がある。1.8インチ液晶カラーモニターにおいて撮影データの露光状態をヒストグラムで確認できる。AC電源の他に専用バッテリーでの撮影が可能。感度設定はISO200から最高ISO1600相当まで設定可能。
- DCS620x　- 日本未発売。ニコンF5がベース。
- DCS660（1999年発売）- 600万画素。ニコンF5がベース。
- DCS660M - 日本未発売。モノクロ専用。
- DCS720x（2001年発売）- 日本未発売。2メガピクセルCMYのCCDセンサー機構搭載。ニコンF5がベース。
- DCS760（2001年7月26日発売）- 価格は89万円。APS-HサイズのITOCCDで600万画素。1.5コマ/秒の撮影間隔で最大24コマ連続撮影可能。ISO感度設定80～400相当。ニコンF5がベース。DCS660の後継機種。米国航空宇宙局のスペースシャトルSTS-108の装備品として正式に採用された。搭載されたDCS760は米国航空宇宙局向けの特別版ではなく、市販されている製品と同仕様。
- DCS760M-（2003年発売）- 日本未発売。DCS760のモノクロ版。ベースはニコンF5。ISO400〜800。液晶表示にゾーンシステムのゾーンスケールを使ったヒストグラムが表示される。80台程度が販売された。
- DCS Pro 14n（米国2003年1月発売、日本2003年5月27日発売） / プロ14n 512MB（2003年10月発売） - 米国価格4995$、日本ではオープン価格であった。アメリカ製。フォトキナ2002にて発表。有効画素数1371万画素。2.0型TFT液晶カラーモニタ。本家ニコンを含め、Fマウントで初めてのフルサイズデジタル一眼レフカメラとなった。ニコンFマウントは他社に比べて径が小さく、Fマウントのままフルサイズ化は難しいと言われてきたが、ベルギーのフィルファクトリー社と「モディファイしたバイヤー配列」により、24×36mmサイズCOMSセンサーを共同開発した。バッファメモリーを増設した512MBモデルもラインナップし、発売済みの256MB標準モデルのバッファを512MBに増設することも可能であった。約1.7コマ/秒で最大18コマの連続撮影可能。撮影感度ISO80～800相当。RAW（DCR）、ERI-JPEG（またはJPEG）の2種類のファイル形式で同時記録が可能。効率的な撮影を実現するRAW3段階、ERI-JPEG（もしくはJpeg）4段階の記録画素数設定。ニコンF80ベースの新設計マグネシウム合金製ボディ。CFカードおよびSDカード/MMCのダブルスロットを採用。NTSC/PAL切替式ビデオ出力端子を装備。D-TTL調光に対応。縦位置シャッターボタン連動型オートオリエンテーション機能。ポップアップ式スピードライト内蔵。ノイズが出やすく、ISO80よりも高い感度設定では粒状感が顕著になる傾向が強かった。同じ理由で長時間露光の撮影は難しい。このため高いISO感度や長時間露光を選べないことがスタジオ撮影以外のプロの撮影シーンの領域を狭めてもいた。裾部が前後に張り出した独特なボディ形状のため、干渉により装着不可能なレンズがある。
- DCS Pro SLR/n（2004年発売） - オープンプライス。アメリカ製。有効画素数1371万画素、24×36mmサイズCOMSセンサー搭載。DCSプロ14nの後継、高感度版として開発された。撮影感度ISO160～1600相当（RAWモード時のみ）。シャッタースピード2-1/4000秒（長時間露光モード時最長60秒）。ノイズを低減させるHPLNテクノロジーを採用。512MBバッファーメモリー標準搭載。13.5MPの高精細RAWデータを毎秒1.7コマで、最大19コマの連続撮影が可能。RAW(DCR)3段階、ERI-JPEGまたはJPEG4段階の記録画素数設定可能。CFカードおよびSDカード/MMCのダブルスロット装備。RAW現像ソフトが同梱。ポップアップ式スピードライト内蔵。高解像感とダイナミックレンジの拡大による高階調性がある。

### キヤノンEFマウント
- DCS520 - 200万画素。キヤノンEOS-1Nがベースなので同じ操作感で扱え、そのアクセサリーがそのまま使える。1秒間に3.5コマで連続最大12コマの連写が可能。1.8インチカラー液晶パネルを搭載。
- DCS560 - 600万画素。1.8インチ液晶カラーモニター採用。感度設定はISO80から1/3段刻みで最高ISO200相当。電源はACまたは専用バッテリー。
- DCSプロSLR/c - シグマ製ボディ。

## 中判カメラ用デジタルバック
- DCSプロバック645 - フィルムマガジンの代わりに装着することで従来の6×4.5cm判一眼レフカメラがデジタルカメラになる、1,660万画素ポータブルデジタルバック。36.86×36.86mmCCD。ISO100から400。最大1コマ/約1.6秒、最大約8コマ連続撮影可能。
  - 645M - マミヤ645AF/マミヤ645AFD専用モデル。
  - 645C - コンタックス645専用モデル。
  - 645H - ハッセルブラッドH1専用モデル。
- DCSプロバック/プロバックプラス（1995年9月発売） - フィルムマガジンの代わりに装着することでハッセルブラッド555ELDがデジタルカメラになる。36.86×36.86mmCCD。別売インターフェースキット併用でマミヤRZ67プロIIにも対応する。